# UB-94号潜艇
陛下之UB-94号艇是德意志帝国海军于第一次世界大战期间建造的其中一艘UB-III型近岸潜艇或称U艇。它由汉堡的伏尔铿船厂承建，于1918年4月26日新船下水，至同年6月1日交付使用。其全长55.52米，水面及水下排水量分别为510吨和640吨，艇载武器则包括五具500毫米鱼雷发射管以及一门105毫米口径甲板炮。UB-94号入役后曾被部署至第二区舰队，并参与了大西洋潜艇战。在两次巡逻期间，该艇合共击沉2艘英国商船，容积总吨累计为3261吨。战后，根据对德停战协定的要求，UB-94号于1918年11月21日被引渡至英国哈维奇正式向协约国投降，后移交法国，并以特立尼特-席勒芒号（法語：Trinité-Schillemans）之名在法国海军服役至1935年7月方拆解报废。

## 设计
UB-94号是汉堡伏尔铿船厂承建的UB-III型第三批次（UB-88至UB-102号）的七号艇，由德意志帝国海军潜艇监察局于1917年2月6日订购，至1918年4月26日下水。其全长55.52米，舷宽5.76米。艇体采用双壳体结构，水面及水下排水量分别为510吨和640吨，浮起时的吃水深度为3.73米。由于无需像UC-II型艇那样提供水雷布设装置，设计工程师对潜艇舷弧进行了优化，增大了司令塔体积，配备两具潜望镜，司令塔与控制室之间增加一道水密舱壁。这些改进显著提高了潜艇的水下机动性和生存力。为了达到更高的航速，UB-94号采用两台猛狮-伏尔铿六缸四冲程550匹公制馬力（405千瓦特）柴油机用于水面运行，以及两台394匹公制馬力（290千瓦特）的西门子-舒克特电动发电机用于水下航行；水面最高航速13節（24每小時），水下7.4節（13.7每小時）；能够在水面以6節（11每小時）航速续航7,120海里（13,190），或以4節（7.4每小時）连续在水下航行55海里（102）而无需充电。
UB-94号的主武器为五具500毫米艇艏鱼雷发射管，其中艇艏四具采用层叠式布局分居两侧、艇艉一具，并可搭载合共10枚G6型鱼雷。辅助武器则是一门105毫米45倍径速射炮。其标准船员编制为3名军官加31名水兵。

## 服役历史

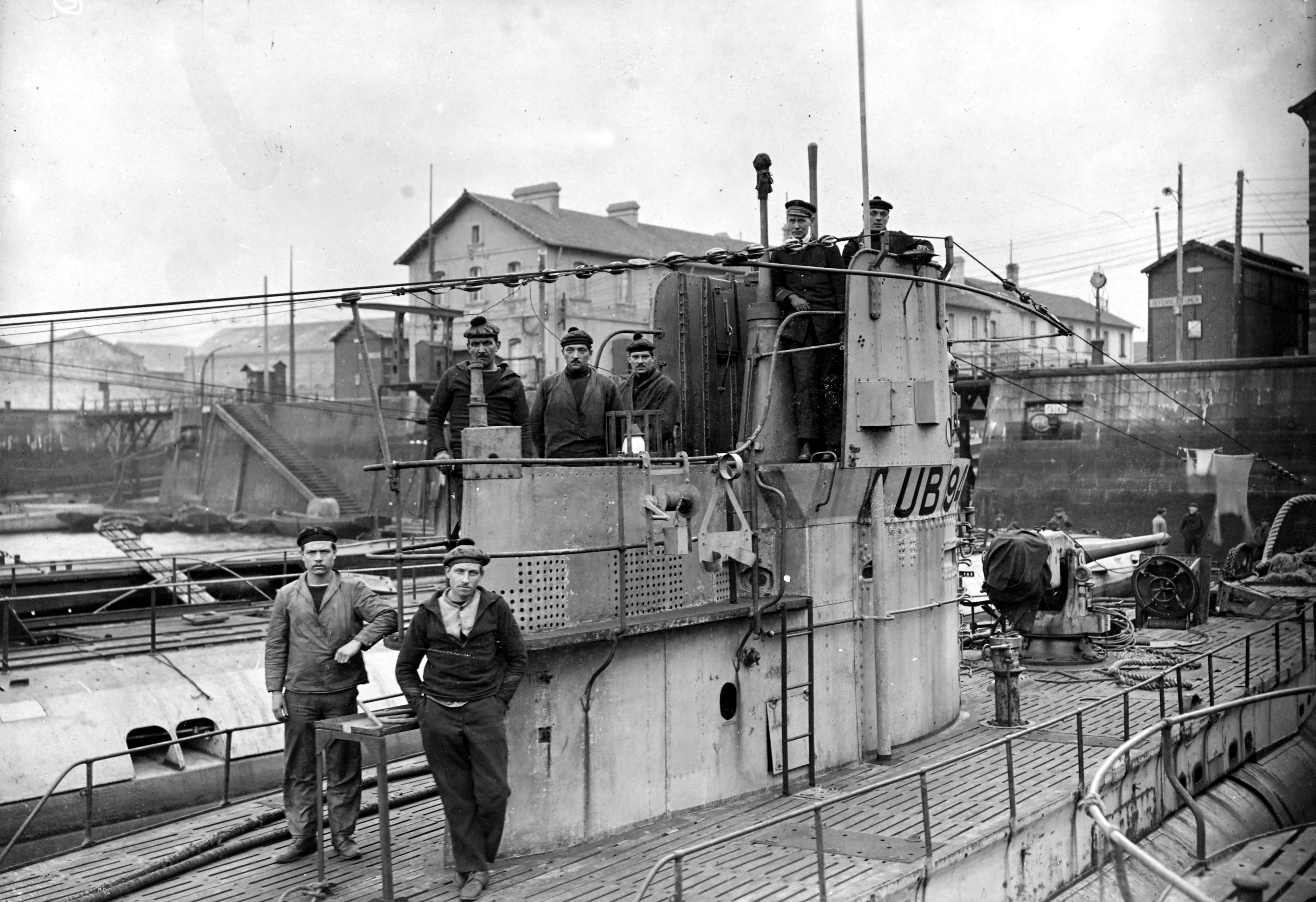
在法国的UB-94号（约1920年）

1918年3月21日，UB-94号在前U-52号艇长、海军上尉瓦尔德马尔·豪曼的指挥下正式入役，随即展开海试。完成海试后，该艇同年8月16日被编入北海战区的第二潜艇区舰队，并参与了大西洋潜艇战。在两次巡逻期间，UB-94号合共击沉2艘英国商船，容积总吨累计为3261吨。其中，2899总吨的汉斯顿号（Hunsdon）于10月18日在圣乔治海峡的斯特兰福德灯浮标以南约1海里（1.9）处沉没，当时它正从勒阿弗尔空载驶向贝尔法斯特，有1人在事件中罹难。而注册吨位为362吨、正从艾尔前往都柏林的煤船圣新月沙丘号（Saint Barchan）则是10月21日在唐郡的圣约翰角对开约4海里（7.4）处遭击沉。
战后，根据对德停战协定的要求，UB-94号于1918年11月21日被引渡至英国哈维奇正式向协约国投降，继而移交法国。经过翻修后，该艇于1922年改以特立尼特-席勒芒号（Trinité-Schillemans）之名投入法国海军服役，至1931年9月31日转入预备役，1935年8月27日正式从海军序列中除籍。1936年12月10日，法国海军作价12000法郎将特立尼特-席勒芒号的废艇体售予土伦的拆船商，并最终拆解报废。

## 袭击历史摘要
| 日期           | 船名         | 船籍 | 吨位 | 结局 |
| -------------- | ------------ | ---- | ---- | ---- |
| 1918年10月18日 | 汉斯顿号     | 英国 | 2899 | 击沉 |
| 1918年10月21日 | 圣新月沙丘号 | 英国 | 362  | 击沉 |

## 脚注
1. ↑  Rössler，第61頁.
2. ↑  Helgason, Guðmundur. . German and Austrian U-boats of World War I - Kaiserliche Marine - Uboat.net.   [2022-05-19].
3. 1 2 3 4  Gröner 1991，第25-30頁.
4. 1 2  Helgason, Guðmundur. . German and Austrian U-boats of World War I - Kaiserliche Marine - Uboat.net.   [2015-02-08].
5. ↑  陈进，第239頁.
6. 1 2  Helgason, Guðmundur. . German and Austrian U-boats of World War I - Kaiserliche Marine - Uboat.net.   [2015-02-08].
7. ↑  Helgason, Guðmundur. . German and Austrian U-boats of World War I - Kaiserliche Marine - Uboat.net.   [2022-05-28].
8. ↑  Helgason, Guðmundur. . German and Austrian U-boats of World War I - Kaiserliche Marine - Uboat.net.   [2022-05-18].
9. ↑  Dodson & Cant，第129頁.